# 居家服務員
居家服務員（或稱：照顧服務員）是協助老人、身心障礙者的照顧 人力。顧名思義，以居家照顧、家務整理為主。其主要用意，在於提供老年人居家協助。因現代社會快速變遷，使得家庭結構改變，子女不再是照顧老年人主要的照顧提供者，政府的資源必須介入，提供老年人適當居家照顧，避免因獨居等因素，缺乏生活協助，造成生活品質低落。

以中華民國（台灣）來說，居家服務員為中華民國91年經建會推動「照顧服務產業發展方案」，隨即在民國92年整合了居家服務員及病患服務員的訓練課程為「照顧服務員」訓練課程，行政院勞委會也於民國93年開辦照顧服務員丙級技術士技能檢定。

居家服務員最大的特色在於，僅提供居家服務、協助。對於戶外活動、需醫療性、或具有一定風險之服務，並不給予提供，造成使用此服務者自主性、自由度上的限制。對於青壯年之身心障礙者，無法提供完整的社會性人力支持服務，特別是缺乏社會參與性的服務內容。因未滿65歲之身心障礙者，尚有社會角色需扮演，而非以「照顧」角度給予消極性支持。